# Svein Gjedrem
Svein Ingvar Gjedrem, född 25 januari 1950 på Finnøy, är sedan 1 januari 1999 riksbankchef i Norges Bank. Han är tillsatt för sex nya år från 1 januari 2005.
Gjedrem tog examen i socialekonomi vid Universitetet i Oslo 1975. Tidigsre har han arbetat i Finansdepartementet 1979–1998 - som finansråd 1996–1998 och i Norges Bank 1975–1979. Gjedrem är också före detta fotbollsspelare, och spelade bl.a. i Viking Fotballklubb och FC Lyn Oslo. 1965 blev han junior-Norgemästare med Viking.